# Александровка (Муром)
Алекса́ндровка — деревня Муромского района Владимирской области Российской Федерации. С 2006 года входит в состав городского округа Муром.

## История
В 1763 г. деревня принадлежала Муромскому Спасскому монастырю.
Согласно устному преданию, после окончании Крымской компании в 1856 г. под Муром из Крыма пришёл цыганский табор. Простояв какое-то время неподалёку от Александровки, цыгане решили здесь осесть навсегда и основали деревню, названную в честь Императора Александра II.

## Население
| 1859 | 1905 | 1926 | 2002 | 2010 | 2021 |
| ---- | ---- | ---- | ---- | ---- | ---- |
| 216  | ↗353 | ↗522 | ↗543 | ↗607 | ↗702 |